# José Rodríguez (panamski zapaśnik)
José Rodríguez – panamski zapaśnik walczący w obu stylach. Zajął drugie miejsce na mistrzostwach panamerykańskich w 1994. Srebrny medalista igrzysk boliwaryjskich w 1993 roku.